# 제4회 베네치아 국제 영화제
제4회 베네치아 국제 영화제는 1936년에 열린 시상식이다. 이탈리아 베니스에서 개최되었다.

## 수상 및 후보

### 볼피컵 남우주연상
- 과학자의 길 - 폴 무니 수상

### 특별공로상
- 천금을 마다한 사나이 - 프랭크 카프라 수상

### 특별언급상
- 트레일 오브 더 론섬 파인 - 헨리 헤서웨이 수상

### 무솔리니 컵
- 캘리포니아 형제 - Luis Trenker 수상